# Theodorus Bailey (officer)
Theodorus Bailey, född 12 april 1805 i Chateaugay, New York, död 14 februari 1877 i Washington, D.C., var en amerikansk konteramiral.
Han tog värvning i USA:s flotta i januari 1818. Han deltog i mexikanska kriget 1846-1848.
Han befordrades 1855 till kapten och 1862 till kommodor. Han fick 1861 fartyget Colorado under sitt befäl i amerikanska inbördeskriget. Han pensionerades 1866 som konteramiral.
Tre fartyg har fått namnet USS Bailey efter Theodorus Bailey.